# Karol Kennedy
Karol Estelle Kennedy, po mężu Kucher (ur. 14 lutego 1932 w Shelton, zm. 25 czerwca 2004 w Seattle) – amerykańska łyżwiarka figurowa, startująca w parach sportowych z bratem Peterem Kennedym. Wicemistrzyni olimpijska z Oslo (1952) i uczestniczka igrzysk olimpijskich (1948), mistrzyni (1950) i 4-krotna wicemistrzyni świata (1947, 1949, 1951, 1952), dwukrotna mistrzyni Ameryki Północnej (1949, 1951) oraz 5-krotna mistrzyni Stanów Zjednoczonych (1948–1952).
W trakcie debiutu olimpijskiego w 1948 roku Kennedy zajęli dopiero 6. miejsce, jednak był to bardzo dobry rezultat ze względu na problemy zdrowotne Karol. Miała silne bóle pleców, które promieniowały w dół nogi i powodowały utratę kontroli nad mięśniami w tej nodze. Wymagało to operacji dysku w późniejszym czasie, a lekarze ze zdumieniem zastanawiali się, jak to możliwe, że Karol mogła chodzić, a tym bardziej jeździć na łyżwach podczas igrzysk olimpijskich.
W 1950 roku Kennedy zostali pierwszymi mistrzami świata w konkurencji par sportowych ze Stanów Zjednoczonych.
W 1952 roku, w trakcie sezonu olimpijskiego, ojciec Karol i Petera, którzy przed dołączeniem Falków do rywalizacji w zawodach byli jednymi z głównych pretendentów do złota olimpijskiego, zakwestionował status Rii i Paula Falków jako zawodników amatorskich, ale dochodzenie zostało umorzone tuż przed igrzyskami. Ostatecznie na igrzyskach Falkowie zdobyli złoto, zaś rodzeństwo Kennedych srebro.
Miała męża i sześcioro dzieci. W 1994 roku otworzyła sklep z ubraniami dziecięcymi, który później przejęła jej córka i wnuczka. Zmarła w wieku 74 lat na zapalenie płuc w szwedzkim szpitalu w Seattle.

## Osiągnięcia
Z Peterem Kennedym
| Zawody                           | 1946           | 1947           | 1948           | 1949           | 1950           | 1951           | 1952           |                |                |                |                |                |                |                |                |                |                |
| Międzynarodowe                   | Międzynarodowe | Międzynarodowe | Międzynarodowe | Międzynarodowe | Międzynarodowe | Międzynarodowe | Międzynarodowe | Międzynarodowe | Międzynarodowe | Międzynarodowe | Międzynarodowe | Międzynarodowe | Międzynarodowe | Międzynarodowe | Międzynarodowe | Międzynarodowe | Międzynarodowe |
| -------------------------------- | -------------- | -------------- | -------------- | -------------- | -------------- | -------------- | -------------- | -------------- | -------------- | -------------- | -------------- | -------------- | -------------- | -------------- | -------------- | -------------- | -------------- |
| Igrzyska olimpijskie             |                |                | 6              |                |                |                | 2              |                |                |                |                |                |                |                |                |                |                |
| Mistrzostwa świata               |                | 2              | 4              | 2              | 1              | 2              | 2              |                |                |                |                |                |                |                |                |                |                |
| Mistrzostwa Ameryki Północnej    |                | 3              |                | 1              |                | 1              |                |                |                |                |                |                |                |                |                |                |                |
| Krajowe                          |                |                |                |                |                |                |                |                |                |                |                |                |                |                |                |                |                |
| Mistrzostwa Stanów Zjednoczonych | 2              | 2              | 1              | 1              | 1              | 1              | 1              |                |                |                |                |                |                |                |                |                |                |

## Nagrody i odznaczenia
- Amerykańska Galeria Sławy Łyżwiarstwa Figurowego – 1991[9][4]